# Nello Francescato
Luigi Antonio Francescato, detto Nello (Sardara, 28 gennaio 1952), è un ex rugbista a 15 e medico italiano, attivo in carriera nel ruolo di tre quarti centro e due volte campione d'Italia con Treviso; fu 42 volte internazionale per l'Italia tra il 1972 e il 1982.

## Biografia
Nato a Sardara, all'epoca in provincia di Cagliari, paese d'origine di sua madre dove il padre, militare in Aeronautica, risiedeva prima di tornare nell'originaria Treviso con la famiglia, Nello Francescato studiò medicina e iniziò la pratica rugbistica nel Treviso prima di svolgere il servizio militare sostitutivo in Polizia e quindi essere ingaggiato nella squadra delle Fiamme Oro.
Tra i fondatori del Tarvisium insieme, tra gli altri, ad alcuni suoi familiari, con suo fratello Rino formò sia a Treviso che a livello internazionale una coppia di tre quarti centro ritenuta di assoluto valore: esordiente in Nazionale italiana nel 1972 contro la Jugoslavia ad Aosta in seconda divisione di Coppa Europa, non poté partecipare al tour italiano dell'Africa australe del 1973 perché non ricevette dal comando di Pubblica Sicurezza il nulla-osta per l'espatrio.
Benché non in un incontro ufficiale, Nello Francescato acquisì notorietà a livello internazionale nel 1977 quando, durante il primo incontro di sempre della Nuova Zelanda in Italia, a Padova, contro quello che la Federazione ribattezzò XV del Presidente, divenne il primo italiano a marcare una meta agli All Blacks.
Campione d'Italia con Treviso nel 1978, bissò il titolo nel 1983; fu in Nazionale fino a dicembre 1982, giorno della sua ultima partita a Casablanca contro il Marocco, in cui un calcio alla testa durante una fase di gioco mise fine alla sua carriera in maglia azzurra.
In campionato disputò, tra il 1971 e il 1987, 262 incontri, marcando 55 mete.
Dopo il ritiro ha svolto la professione di medico. È sposato e ha due figlie di nome Sara e Giovanna.

## Palmarès
- Campionati italiani: 2
Treviso: 1977-78, 1982-83